# Cordioniscus riqueri
Cordioniscus riqueri är en kräftdjursart. Cordioniscus riqueri ingår i släktet Cordioniscus och familjen Styloniscidae. Inga underarter finns listade i Catalogue of Life.